# Björn Kristjánsson
Björn Kristjánsson, född 26 februari 1858 i Hreiðurborg, Flóa, död 13 augusti 1939 i Reykjavik, var en isländsk politiker, och satt som finansminister 1917.